# Yankee Doodle Daffy
Yankee Doodle Daffy è un film del 1943 diretto da Friz Freleng. È un cortometraggio d'animazione della serie Looney Tunes, uscito negli Stati Uniti il 5 giugno 1943. Il titolo e la musica introduttiva sono ispirati al film del 1942 Ribalta di gloria (il cui titolo originale è Yankee Doodle Dandy), un grande successo della Warner. A parte il fatto che entrambi i film riguardano lo spettacolo, non hanno elementi di trama in comune. Il cartone animato è entrato nel pubblico dominio nel 1971 dopo che la United Artists, che all'epoca ne deteneva i diritti, non ne rinnovò il copyright.

## Trama
Porky Pig è un produttore teatrale ed è in procinto di partire per le ferie, quando Daffy Duck lo blocca nel suo ufficio prima che possa prendere il suo aereo. Il papero è un agente e vuole chiedergli un'audizione per Sleepy Lagoon, "ragazzo prodigio" dall'aspetto di un papero bambino flemmatico e senz'altra occupazione che mangiarsi un lecca-lecca. Per convincere Porky, Daffy gli mostra lo sterminato repertorio del ragazzo, che in realtà è lui stesso a interpretare: passa da alcune canzoni a brani suonati col banjo, a un'imitazione di Carmen Miranda e infine a un numero da clown. Sleepy intanto continua a rimanere seduto e tranquillo mangiando il lecca-lecca, commentando le interpretazioni di Daffy mediante dei cartelli contenenti rebus.
Durante tutte le esibizioni Porky tenta di scappare ma viene sempre fermato da Daffy, finché, esasperato, non scappa via dall'ufficio e prende l'aereo. Una volta su, però, si rende conto che il pilota non è altri che Daffy stesso; così si lancia nel vuoto per salvarsi, ma Daffy risulta essere anche il paracadute da lui usato. Capendo di non poter più sfuggire al papero, Porky si dichiara sconfitto e concede l'audizione al protetto di Daffy.
Sleepy si esibisce dunque in un brano con una straordinaria voce baritonale, peraltro decisamente più drammatica e talentuosa di qualsiasi cosa abbia fatto Daffy fino ad allora; sul finale del brano, però, prende una sonora stecca e la tosse gli impedisce di terminare l'ultimo verso.

## Distribuzione

### Edizione italiana
La prima edizione italiana del corto, doppiata a Milano, fu realizzata per la distribuzione in VHS nel 1989. Il corto fu poi ridoppiato nel 1996 dalla Angriservices Edizioni sotto la direzione di Renzo Stacchi per la trasmissione televisiva. Non essendo stata registrata una colonna internazionale, in entrambi i casi fu sostituita la musica presente durante i dialoghi.

### Edizioni home video

#### VHS
America del Nord
- Daffy! (1988)
- Looney Tunes: The Collector's Edition Vol. 14 (1999)

Italia
- Daffy Duck a Hollywood (settembre 1989)

#### Laserdisc
- Daffy! & Porky! (1988)
- The Golden Age of Looney Tunes Vol. 2 (1º luglio 1992)

#### DVD e Blu-ray Disc
Il corto fu pubblicato in DVD-Video in America del Nord il 30 settembre 2003, come contenuto speciale dell'edizione DVD di Ribalta di gloria. Fu poi incluso nel secondo disco della raccolta Looney Tunes Golden Collection: Volume 1 (intitolato Best of Daffy & Porky) distribuita il 28 ottobre 2003; il DVD fu pubblicato in Italia il 2 dicembre 2003 nella collana Looney Tunes Collection, col titolo Daffy Duck & Porky Pig. In Italia è stato incluso anche nel DVD Il tuo simpatico amico Porky Pig, uscito il 2 dicembre 2009. È stato inserito anche nell'edizione Blu-ray Disc di Ribalta di gloria, uscita in America del Nord il 14 ottobre 2014. È altresì incluso in svariate VHS e DVD contenenti corti di pubblico dominio.